# Let Me Go
"Let Me Go" är en låt framförd av den amerikanska artisten Brandy Norwood, inspelad till hennes sjätte studioalbum Two Eleven (2012). Låten skrevs av Sean Garrett och komponerades av Garrett och Bangladesh. Den samplar "Tonight" av den svenska pop-sångaren Lykke Li, skriven av Lykke Li och Björn Yttling. "Let Me Go" är en R&B-produktion i upptempo där framföraren sjunger om en djup förälskelse. Låten är, tillsammans med "Put It Down", det enda albumspåret på skivan som är i upptempo.
I en intervju med BET avslöjade Norwood att hon ville ge ut låten som skivans tredje singel. Fram till december 2012 hade spåret dock ännu inte fått något utgivningsdatum. "Let Me Go" mottogs med mestadels positiv kritik från media. Några jämförde den med "Beyonce när hon är som bäst" medan andra beskrev Norwoods röst som "silkeslen". I Sverige fick låten uppmärksamhet på grund av Lykke Li-samplingen.

## Inspelning och komposition

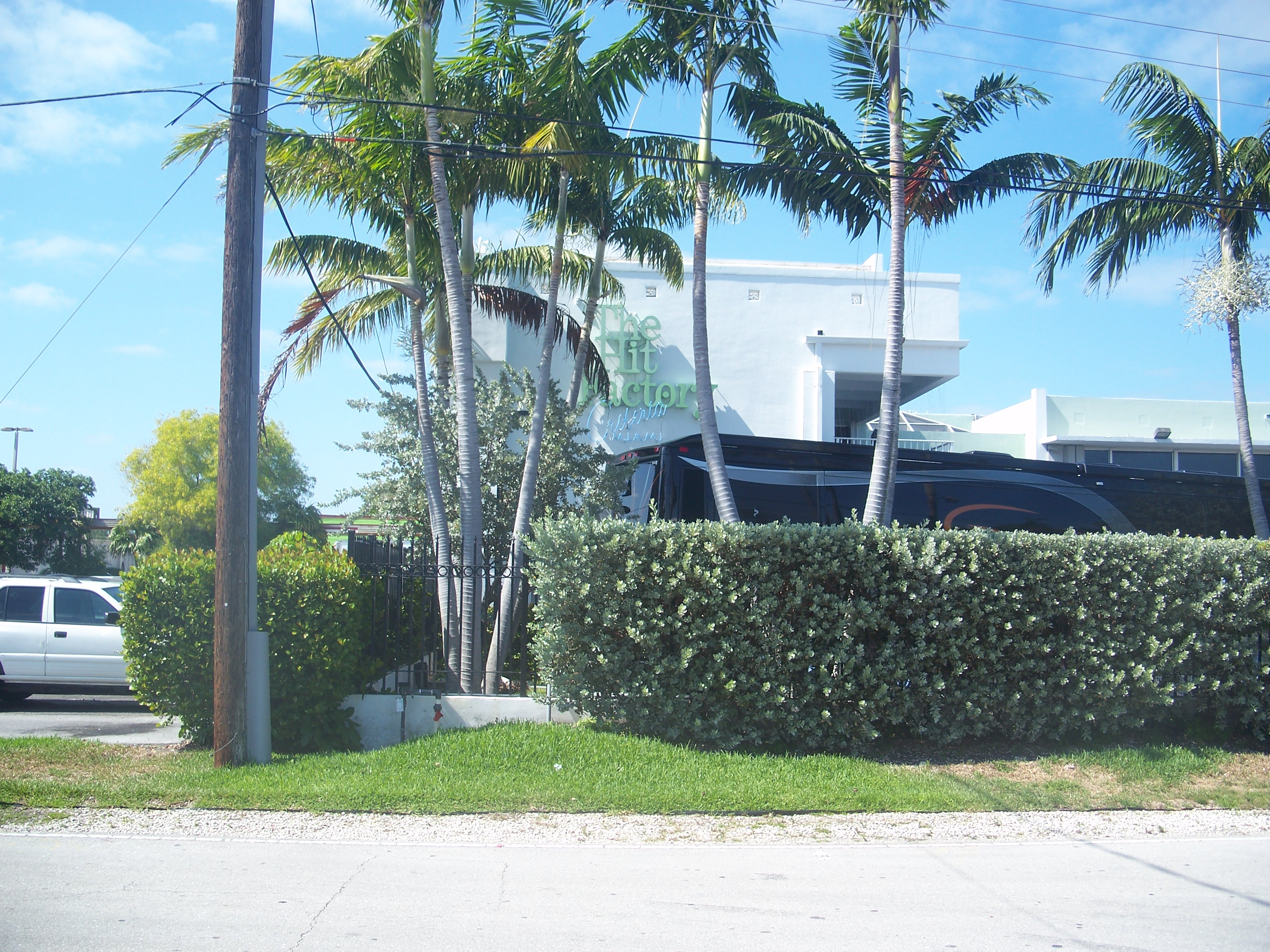
"Let Me Go" spelades delvis in vid Hit Factory i Miami, Florida.

"Let Me Go" skrevs av artisten Sean Garrett som också bistod Bangladesh med produktionen. Stycket skapades till Norwoods sjätte studioalbum Two Eleven. Garrett och Bangladesh hade tidigare skapat "Put It Down", som gavs ut som huvudsingeln från sångerskans skiva och blev hennes första topp-tio-hit på över ett decennium. "Let Me Go" spelades in av Mike Miller vid Westlake Recording Studios i Los Angeles och vid Hit Factory Criteria i Miami, Florida. Låten ljudmixades av Jaycen Jushua vid Larrabee Sound Studios i North Hollywood, Kalifornien och av Fabian Marasciullo vid Hit Factory i Miami. Den är en samtida R&B-låt i upptempo som pågår i tre minuter och sjutton sekunder (3:17). Spåret består till största del av syntar och beskrevs som en "kärlekshymn" med "kraftig basgång". Låten samplar refrängen ur "Tonight" av den svenska sångaren Lykke Li som skrevs av Lykke Li och Björn Yttling.
I "Let Me Go" sjunger Norwood om en djup förälskelse och en partner som hon inte vill släppa ur sikte. I de första verserna sjunger framföraren: "The way u love me turns me up boy/ You make my heart pound a thousand times/ To let me go it would burn me up boy". I refrängen upprepar Norwood meningarna "Don't let me go/ You know how I get when you let me go" och i senare verser nämner hon den sociala nätverkstjänsten Twitter och sin mamma, Sonja Norwood-Bates.

## Internetläcka och planerad utgivning
Den 5 oktober 2012, sju dagar innan Two Elevens utgivningsdatum, läckte Norwood låten tillsammans med den Rico Love-komponerade balladen "No Such Thing as too Late". I samband med det skrev hon på sin officiella twittersida: "Jag kan inte hålla mig längre!!!". I en intervju med BET den 20 oktober 2012 berättade Norwood om stycket: "'Let Me Go' producerades av Bangladesh och skrevs av Sean Garrett och jag älskar den! Den är reggae, den får dig att dansa och jag älskar samplingen [...] jag hoppas att på att den blir en singel." Hon fortsatte: "Jag pratade just med skivbolaget och det verkar som att de inte vill ge ut den, men vi kommer att kämpa för det. Taktslagen är fantastiska, fansen älskar den, det skulle kunna bli coola dansrutiner till en video så jag är exalterad. Kanske lite för exalterad!" Under de följande veckorna rapporterade bland annat Vibe Magazine, MTV och den brittiska internetsidan Soul Culture att "Let Me Go" var den tredje singeln från Two Eleven. Fram till första kvartalet av 2013 hade Norwoods skivbolag, Chameleon Entertainment och RCA Records, inte kommenterat eller bekräftat låtens utgivning. Det meddelades senare att planer på en tredje singel från skivan ställts in på grund av låg albumförsäljning.

## Mottagande

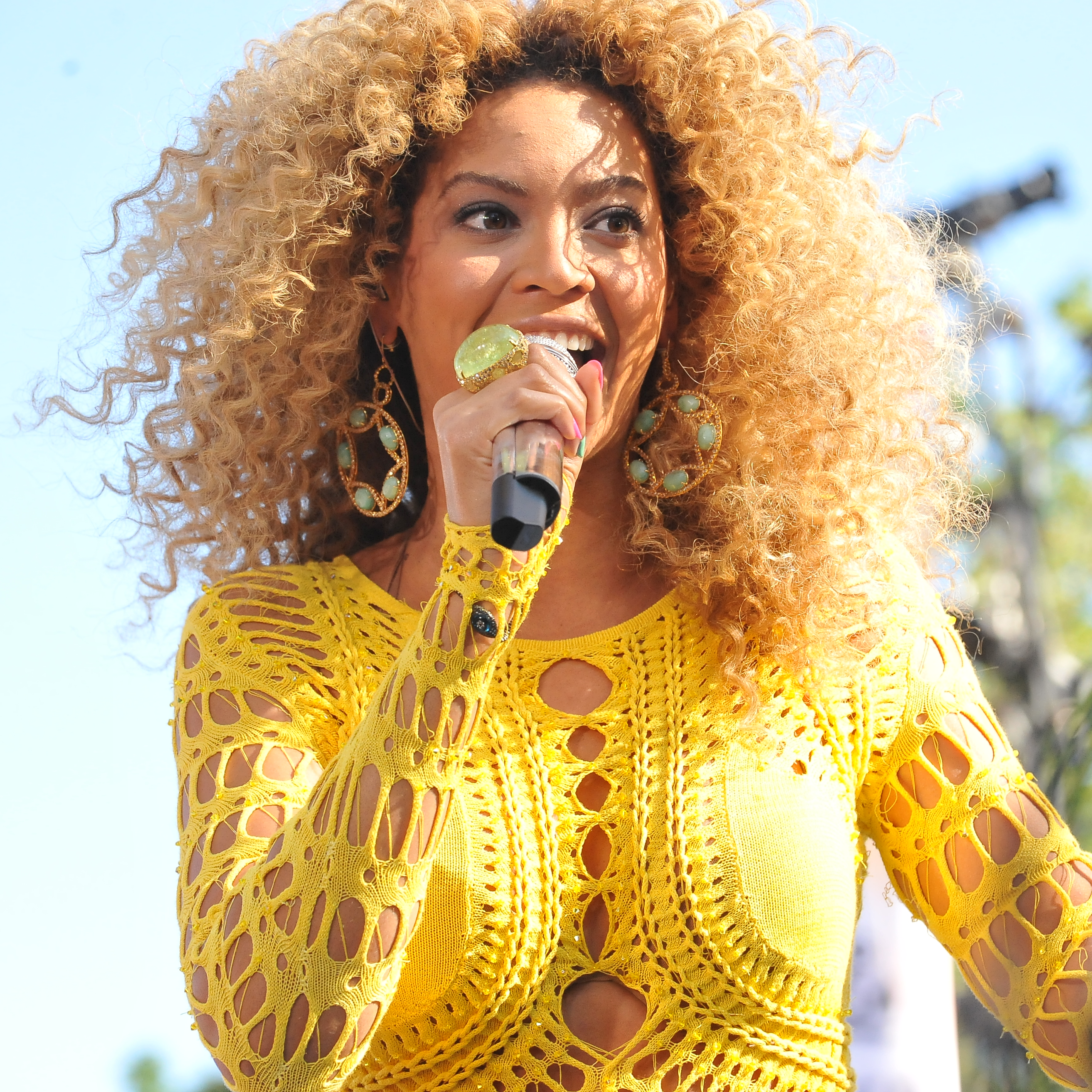
Kritiker jämförde låten med sångaren Beyonce Knowles' diskografi.

Musikkritiker var mestadels positiva till "Let Me Go" medan andra tyckte att den var för lik "Put It Down". Andrew Hampp från Billboard skrev: "skivan [Two Eleven] är inte utan klubblåtar. Den Bangladesh-producerade 'Let Me Go' återanvänder Lykke Lis sång från bryggan på hennes 'Tonight' och förvandlar den till en dundrande kärlekshymn." Signaturen X. Alexander vid Idolator var lika positiv och skrev: "med 'upp-och-marschera'-trummorna och den silkeslena sången påminner den här låten oss om Beyonce när hon är som bäst och det är inte dåligt." Singersroom skrev att "Let Me Go" hade "grooviga beats och rolig låttext". Recensenten kommenterade: "Nämnas ska också att Brandys toner och melodier är på gränsen till otroliga och perfekta." Vh1 skrev att låten var "galet medryckande" främst tack vare trumslagen. Recensenten ansåg att Norwood hittat tillbaka till "it"-faktorn som hon hade på 1990-talet. MTV var också positiv till "Let Me Go" och skrev: "Precis som du, hade vi aldrig föreställt oss Lykke Lis slagdänga "Tonight" på Brandys nya singel. Vi är helt uppspelta för det fungerar verkligen! Brandy väljer bort sitt klassiska R&B-sound för en mera sparsam och vågad låt."
Andrew Chan, skribent vid Slant Magazine, var positiv till Two Eleven men sågade upptempo-spåren: "Om du har längtat efter Brandys enastående raspiga röst ska du hoppa över de banala klubb-låtarna 'Put It Down' och 'Let Me Go'." Reaktionen från svenska musikrecensenter var positiv. Nyheten om Norwoods sampling av Lykke Li togs med i en sändning av TV4 News på TV4 Play. Den 9 oktober 2012 togs ämnet upp i den svenska radiokanalen P3 där låten uppskattades. Matilda Källén vid Barometern skrev: "Det är kanske framförallt på balladerna "No such thing as too late" och "Let me go", där Lykke Lis "Tonight" samplas på ett lekfullt sätt, som Brandy visar att hon fortfarande har både experimentlusta och ess i rockärmen." Ametist Azordegan, skribent för Metro, skrev att "Brandy väljer att ignorera de största trenderna och samarbetar istället med Frank Ocean och samplar Lykke Li." Hon avslutade: "Hon ger oss r&b som är förtrolig och varsam med berättelserna i centrum."

## Musikmedverkande
- Brandy Norwood – huvudsång, bakgrundssång, låtskrivare
- Jaycen Joshua – ljudmix
- Shondrae "Bangladesh" Crawford – låtskrivare, producent
- Sean Garrett – låtskrivare, producent
- Fabian Marasciullo – ljudmix
- Mike Miller - inspelning
- Lykke Li Zachrisson – låtskrivare
- Breyon Prescott – A&R
- Björn Yttling – låtskrivare